# پارادیس (لوئیزیانا)
پارادیس (به انگلیسی: Paradis) شهری در ایالت لوئیزیانا کشور ایالات متحده آمریکا است که جمعیت آن در سرشماری سال ۲۰۱۰ میلادی، ۱٬۲۹۸ نفر بوده‌است.